# Аманжолов, Алтай Сарсенович
Алта́й Сарсе́нович Аманжо́лов (2 июня 1934 — 8 октября 2012) — советский и казахстанский лингвист-тюрколог, специалист по исторической грамматике тюркских языков, истории древнетюркской письменности. Заслуженный деятель Казахстана (2009).

## Биография
Родился 2 июня 1934 года в городе Алма-Ата. Сын лингвиста С. А. Аманжолова.
Окончил Институт восточных языков при МГУ им. М. В. Ломоносова (1957) и аспирантуру там же (1963), защитил кандидатскую диссертацию «Глобальное управление в языке памятников древнетюркской письменности».
Доктор филологических наук (1975). Тема докторской диссертации: «Материалы и исследования по истории древнетюркской письменности». Профессор, академик Академии гуманитарных наук (с 1995 года). Действительный член Академии художеств РК.
Автор монографии «История и теория древнетюркского письма», книг «Программа курса древнетюркской, арабской и латинской графики» (1980), «Тюркская руническая графика» (1980—1985), «Турецкий язык» (1983), Казахско-русского словаря лингвистической терминологии, более 200 работ по тюркской филологии и языкознанию.
С 1957 года — младший научный сотрудник Института языка и литературы АН Казахстана. С 1964 года — младший научный сотрудник Института языкознания АН Казахстана. С 1966 года — старший преподаватель, старший научный сотрудник, доцент, профессор, заведующий кафедрой Казахского государственного женского педагогического института.
С 1980 года по 2012 год — заведующий кафедрой, профессор кафедры общего языкознания Казахского государственного университета им. С. М. Кирова (ныне КазНУ им. аль-Фараби).
Член Центрального совета Казахского общества охраны памятников истории и культуры; председатель секции древней письменности и фольклора. Награждён орденом «Құрмет» (1999), медалью, почетными грамотами Минвуза КазССР и РК профсоюза работников просвещения, высшей школы и научных учреждений; дипломом Академии художеств РК, международной премией Организации Экономического Сотрудничества (2000).
Умер 8 октября 2012 года.